# Loxocera sylvatica
Loxocera sylvatica är en tvåvingeart som beskrevs av Johann Wilhelm Meigen 1826. Loxocera sylvatica ingår i släktet Loxocera och familjen rotflugor. Arten är reproducerande i Sverige. Inga underarter finns listade i Catalogue of Life.